# Маркович, Стефан (политик)
Стефан Маркович (серб. Стефан Марковић; 26 декабря 1804, Земун, Австрийская империя — 29 ноября 1864, Вена) — сербский политик, глава правительства Княжества Сербия в 1856 и в 1857—1858 гг.

## Биография
Стефан Маркович родился 26 декабря 1804 года в городке Земуне (ныне район Белграда). Окончил начальную школу в родном городе в 1815 году, а среднюю школу в 1821 году в городе Сремски-Карловци. Высшее образование получил в Австрии и в 1834 году вернулся на родину.
В 1834 году С. Маркович поселился в городе Крагуеваце (в 120 километрах от Белграда), который тогда был столицей Княжества Сербия. С 1835 года — член правительства и секретарь канцелярии премьер-министра; директор княжеской канцелярии с 28 сентября 1837 года; главный секретарь Тайного совета с 1839 года; член совета с 1842 по 1857 год; министр юстиции и министр просвещения с 21 декабря 1854 по 29 мая 1856 года; исполняющий обязанности министра иностранных дел с 29 мая по 16 сентября 1856 года; министр юстиции и просвещения с 16 сентября 1856 по 19 июня 1857 года; и снова министр иностранных дел с 19 июня 1857 по 31 марта 1858 года.
27 мая 1842 года Маркович стал членом Общества сербской словесности (ОСС), а 27 декабря 1854 года был избран президентом ОСС и занимал этот пост до 19 июня 1857 года.
Маркович дважды возглавлял сербское правительство (в 1856 и в 1857—1858 гг.). С возвращением к власти князя Милоша Обреновича Маркович, зная, что его политическая карьера окончена, навсегда покинул родную страну.
Стефан Маркович умер 29 ноября 1864 года в городе Вене.